# Pierre Daniel (Langon)
La Pierre Daniel est un menhir situé à Langon dans le département français d'Ille-et-Vilaine.

## Description
Le menhir est renversé et il s'est brisé dans sa chute. C'est un bloc de quartz de 3,05 m de long sur 1,50 m de largeur et épais de 0,60 m.

## Folklore
Selon la tradition, le menhir recouvrait une barrique d'or. Un habitant, nommé Daniel, aurait voulu s'en emparer et il renversa le menhir qui s'écroula sur le nommé Daniel qu'on ne retrouva jamais.